# HEAT (proyectil)

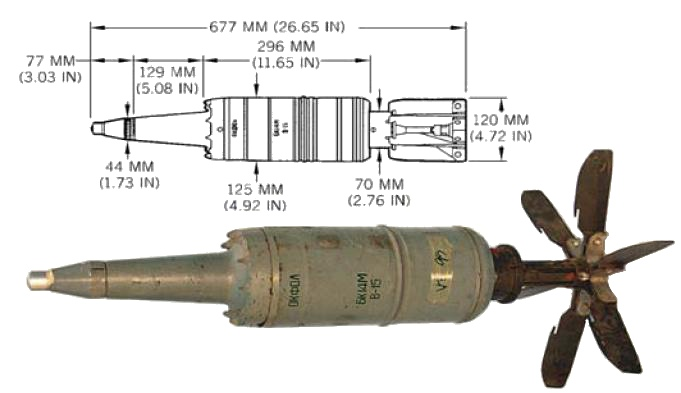
Proyectil HEAT soviético BK-14, de 125 mm.

Alto poder explosivo antitanque o high-explosive anti-tank (HEAT) por sus siglas en inglés, es un tipo de proyectil empleado por muchas fuerzas armadas.
Este tipo de munición utiliza el efecto Munroe, usado extensivamente durante la Segunda Guerra Mundial contra los tanques rusos y estadounidenses; que consiste básicamente en la creación de un espectro de plasma dirigido a un punto específico del tanque, que debido a su alta temperatura y velocidad de impacto, desprende un chorro de metal contra su objetivo, rompiendo literalmente el metal y el blindaje del tanque en astillas a altísima velocidad, junto con el material del proyectil como metralla, causando la muerte o heridas graves a la tripulación del tanque. Usado inicialmente en batallas navales hace cientos de años, se descubrió que añadiendo metal a un explosivo se conseguía una carga dirigida con mayor poder destructivo. Actualmente el proyectil HEAT se compone de un bloque de cobre moldeado en forma cónica, con su vértice apuntando hacia atrás y rodeado de un explosivo de diseño. A esta parte del proyectil se le denomina reactor, inmediatamente delante del cono, que generalmente se compone de cobre, por su bajo punto de fusión y su alta efectividad para este tipo de proyectiles está la ojiva hueca del proyectil (de ahí su segundo nombre); y en la punta el fusible de activación, colocado a una distancia determinada, cuyo funcionamiento resulta vital para garantizar el máximo efecto destructivo del proyectil.
Gracias al efecto originado por el principio activo del diseño de esta clase de proyectil, al impactar la espoleta contra el metal a una distancia óptima, el explosivo detona y funde el contenido de cobre (desde el centro del vértice orientado hacia atrás a su base orientada al frente), en su interior enviando un chorro de metal caliente al interior de la cabina de la tripulación, y rompiendo el blindaje en partes diminutas; que se expanden en el habitáculo a muy alta velocidad actuando estas como metralla. Siguiendo las leyes de la termodinámica y de la hidrodinámica, los gases de la explosión funden el cobre a un estado semisólido a altísima temperatura y velocidad, (de hasta 8 kilómetros por segundo); que funde instantáneamente varias decenas de centímetros de blindaje creando un pequeño orificio a través del cual inyecta dicho plasma y restos de metralla (es decir las astillas y fragmentos del blindaje del tanque) al interior, aniquilando a la tripulación.

## Blindaje
El blindaje reactivo se consideró como la mejor defensa contra esta munición hasta la invención de las armaduras compuestas, y se inicia con la creación de un sándwich compuesto de capas de explosivo plástico entre capas de metal que detonaba cuando el HEAT lo hacía, creando una corriente de gases y posteriormente una onda de choque reactiva frente a la del proyectil, reduciendo drásticamente su efectividad. Se crearon ojivas HEAT dobles para evitar el blindaje reactivo, obteniendo con ello muy buenos resultados.
En la actualidad se ha mejorado la protección pasiva, aunque insuficiente, contra estos ataques con sofisticados blindajes compuestos de múltiples aleaciones de metales y cerámicas que intentan disipar el chorro de plasma; para reducir el efecto mortal de esta clase de cargas disparadas por el cañón del carro atacante. Estos blindajes compuestos no pueden soportar los efectos de las nuevas municiones, mucho más potentes, y solo los blindados de tanques principales de batalla más modernos pueden considerarse ligeramente seguros ante un ataque contra esta clase de proyectil. En cuanto a los transportes blindados de tropas, son presa fácil para cualquier tipo de armamento HEAT como lo demuestra la experiencia vivida recientemente por las tropas de la coalición en Irak.
Ya se encuentra en fase de desarrollo una nueva generación de blindaje especialmente diseñada para soportar el impacto de un proyectil HEAT, y que además puede ser implementado en vehículos existentes. Se denomina DARM, y con un grosor de 200 mm ofrece una protección similar a un blindaje de acero estandarizado de 1000 mm suficiente para proteger al habitáculo del lanzacohetes RPG-29-V (penetra 700 mm) y del misil AT-8 (penetra 800 mm).